# Volkswagen Lupo
La Volkswagen Lupo est une automobile citadine du constructeur allemand Volkswagen commercialisée d'octobre 1998 à 2005. Elle était fabriquée dans l'usine Volkswagen-Audi à Forest en Belgique, aux côtés de la Seat Arosa, apparue un an plus tôt.

## Description
La Lupo est une petite citadine lancée en 1998 par Volkswagen afin d'entrer en concurrence avec des modèles tels la Renault Twingo et la Ford Ka. Identique à l'Arosa sur le plan technique puisqu'elle en reprend la plateforme et les motorisations, elle se distingue avec un design et un habitacle plus modernes (signés Jozef Kabaň, le designer de la Bugatti Veyron), des équipements exclusifs indisponibles sur la Seat (tels que les sièges avant chauffants) ainsi que par des tarifs plus élevés.
À son lancement, elle était proposée dans deux versions essence (1.0 de 50 ch, 1.4 de 60 ch) et un Diesel SDI de 60 ch. Ces trois motorisations peu puissantes reprises à l'Arosa limitent la Lupo au milieu urbain. Un 1.4 16V de 75 ch et un Diesel TDI de même puissance viennent compléter la gamme en juillet 1999 ce qui lui permet enfin de pouvoir sortir sereinement de son usage urbain.
À l'instar des voitures de sa catégorie, elle est une stricte 4 places mais pouvait recevoir en option sans supplément de prix une banquette arrière 3 places rabattable mais pas coulissante. Elle dispose en outre d'un coffre assez restreint pour la catégorie (130 dm3).
En septembre 2000, la Lupo perd son avantage esthétique sur l'Arosa lors du restylage de cette dernière qui adopte un dessin plus expressif et une planche de bord similaire. Grâce à un design originel réussi la Lupo ne sera jamais restylée et sa face avant sera même reprise en 2001 par la Polo IV.
Les seules retouches esthétiques apportées sont mineures et ont concerné de nouvelles selleries et le remplacement des appuie-têtes pleins par des appuie-têtes ajourés afin d'améliorer la visibilité en rétrovision.
Sa production a cessé en 2005 au bénéfice de la Fox, moins chère et fabriquée au Brésil.

## Gamme

### Gamme principale
La gamme principale était constituée de quatre finitions auxquelles sont venus s'ajouter au fil de sa carrière les Lupo 3 L, TDI et GTI.
- Lupo : finition d'entrée de gamme qui ne proposait qu'un équipement minimal à savoir la direction assistée, l'anti-démarrage, les vitres manuelles avant ainsi que le double airbag frontal ;
- Confort : ce deuxième niveau de finition ajoute que les phares antibrouillard et les vitres électriques à la dotation d'origine ;
- Pack ;
- Sport : l'équipement de cette finition s'étoffe enfin en proposant en plus que précédemment la climatisation manuelle, un volant gainé de cuir, des jantes alliage de 14 pouces, l'ABS et une alarme. De plus, la puissance du moteur est portée à 100 ch. Cette version est très reconnaissable par sa sortie d'échappement centrale au niveau du pare-chocs arrière (un peu comme la GTI, sauf que la sortie est unique au lieu d'être double) ;
- Carat : cette finition qui ne restera qu'un court temps dans la gamme française ne se différenciait de la finition Sport que par un intérieur en cuir et par la motorisation 75 ch (donc sans la sortie d'échappement centrale). Même sur cette finition haut de gamme, l'autoradio reste encore en option.

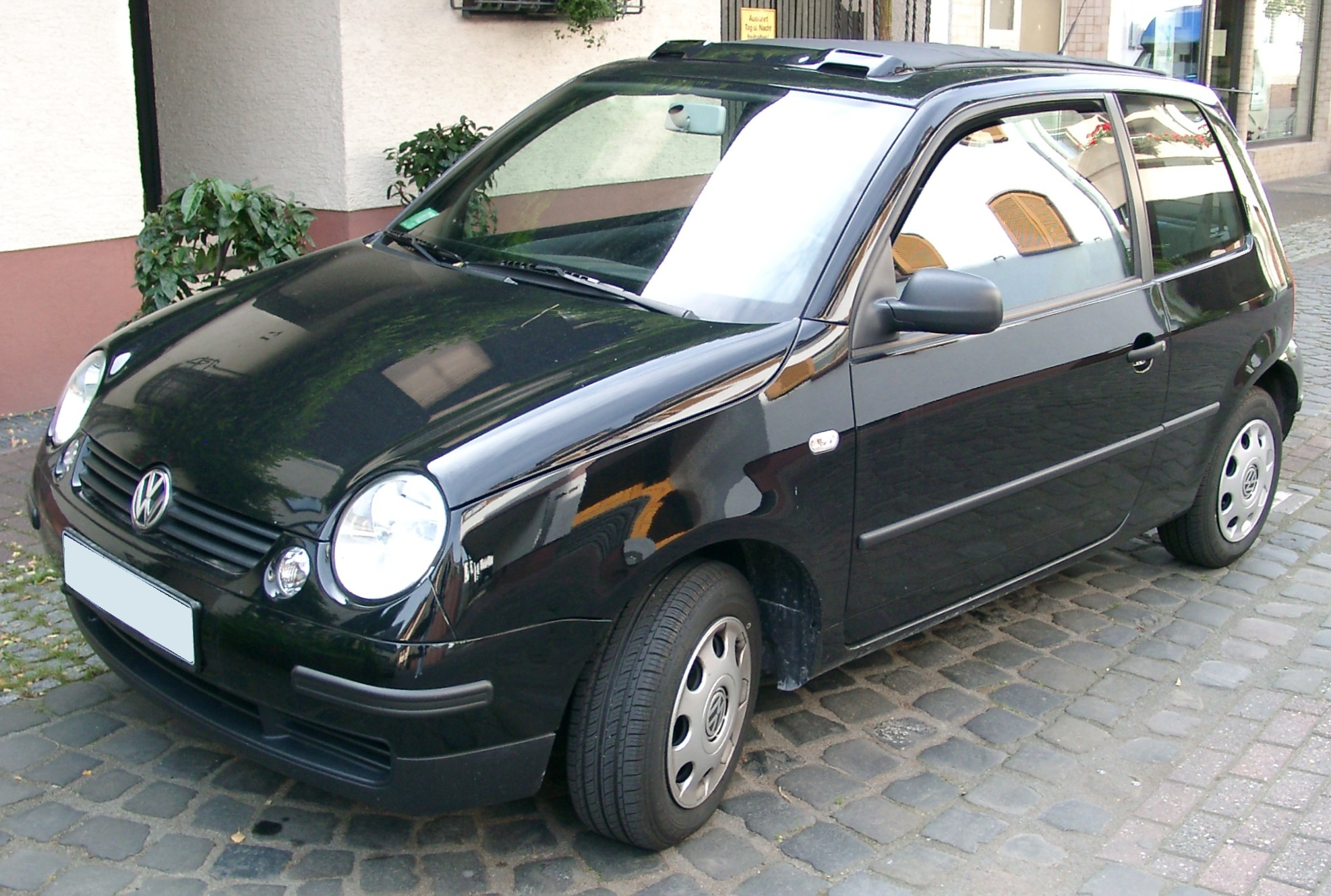
Vue avant
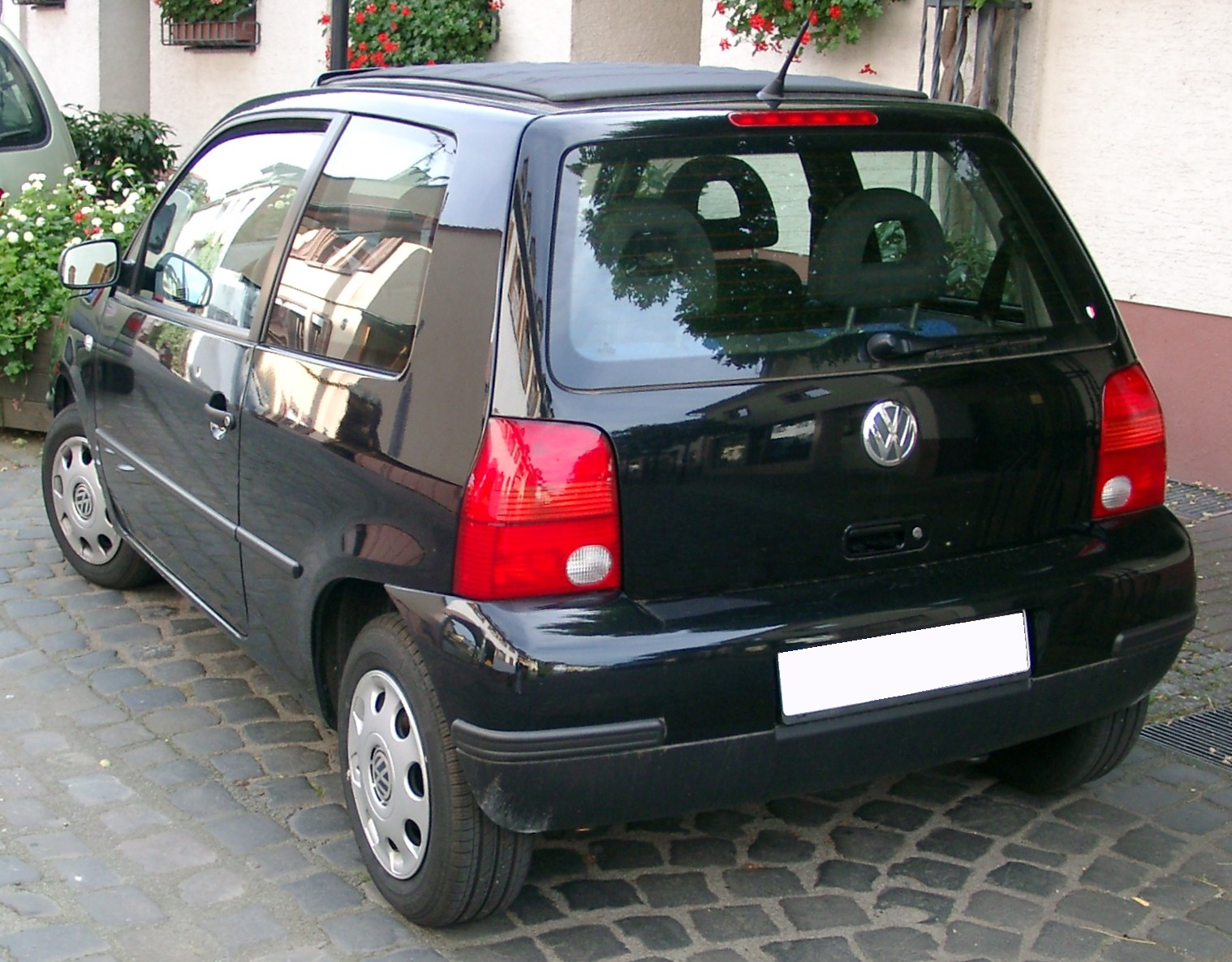
Vue arrière
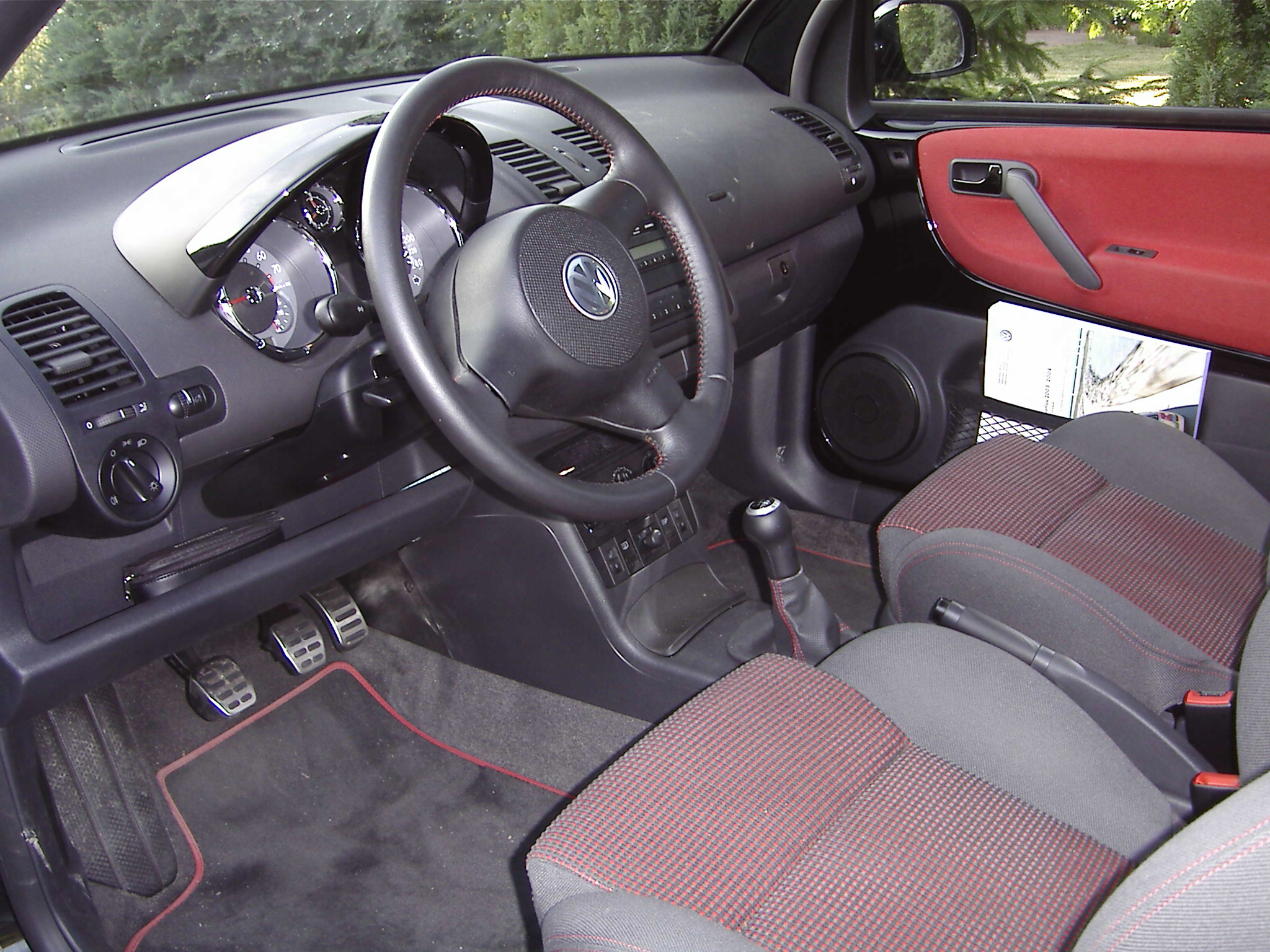
Habitacle

|            | Lupo | Confort | Pack | Sport | Carat | 3 L TDI | GTI |
| ---------- | ---- | ------- | ---- | ----- | ----- | ------- | --- |
| 1.0 50     |      |         |      |       |       |         |     |
| 1.4 60     |      |         |      |       |       |         |     |
| 1.4 75     |      |         |      |       |       |         |     |
| 1.4 75 BA  |      |         |      |       |       |         |     |
| 1.4 100    |      |         |      |       |       |         |     |
| 1.6 125    |      |         |      |       |       |         |     |
| 1.7 SDI 60 |      |         |      |       |       |         |     |
| 1.2 TDI 61 |      |         |      |       |       |         |     |
| 1.4 TDI 75 |      |         |      |       |       |         |     |

- Vue avant
- Vue arrière
- Habitacle

#### Lupo3LTDI

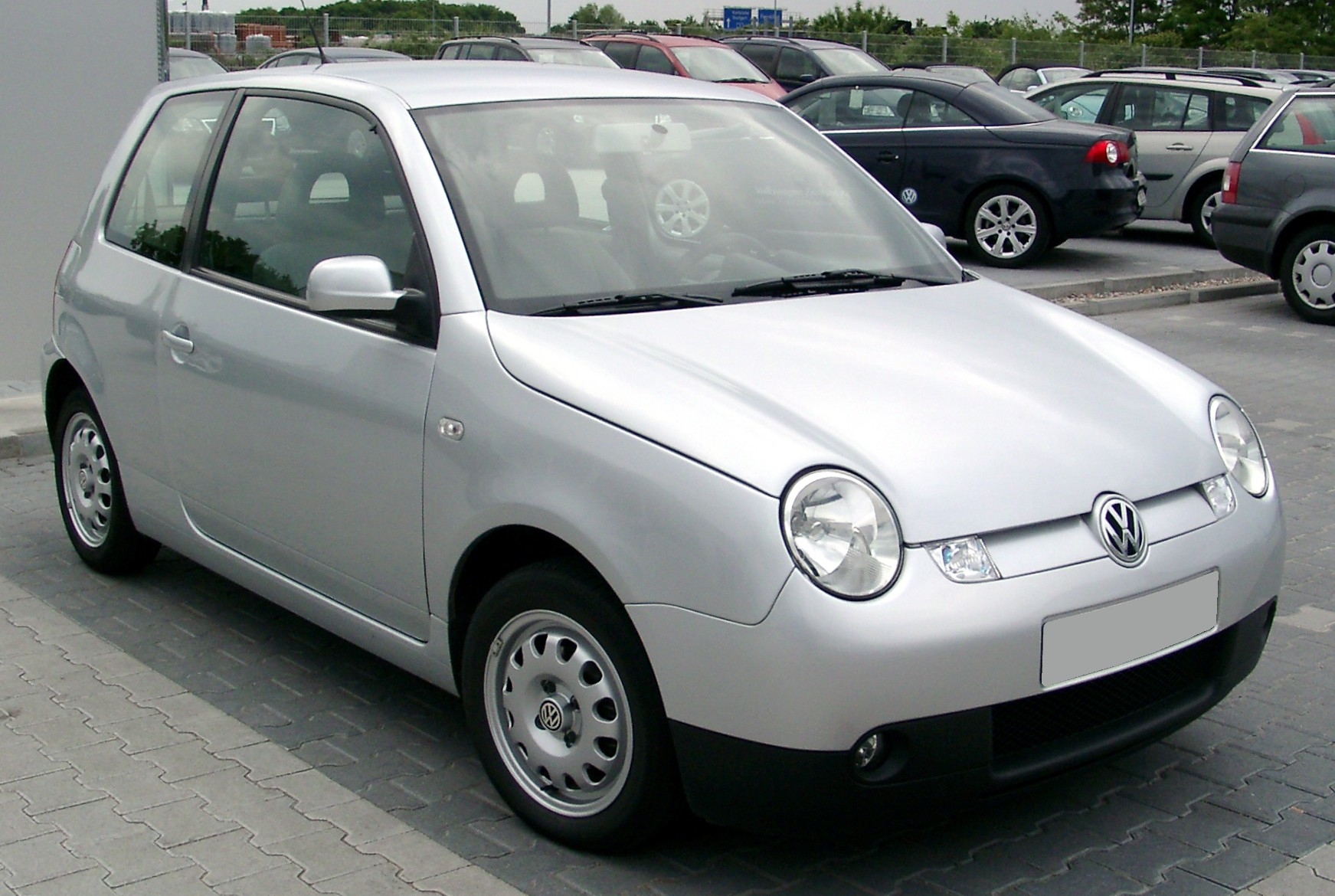
Lupo 3L TDI

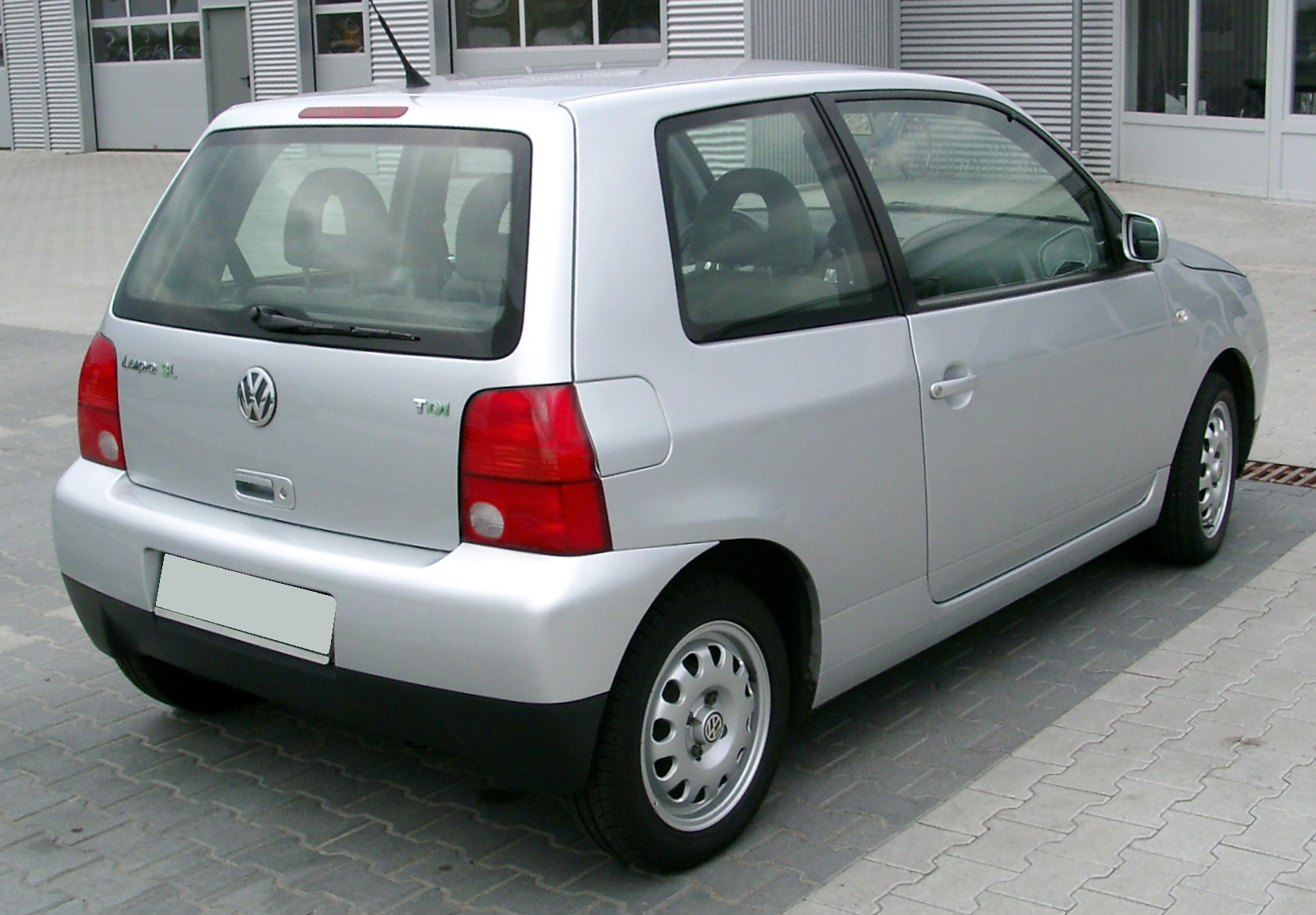
Lupo 3L TDI

En 1999 sort la Lupo 3 L TDI de 61 ch qui est la première voiture à ne consommer (selon son constructeur) seulement 3 l/100km de moyenne, soit un rejet de 81 g/km de CO2 dans l'atmosphère. En théorie, son réservoir de 34 litres lui permettrait d'effectuer plus de 1 000 km avec un plein.
Pour arriver à ce résultat, la Lupo a subi une cure d'amincissement à commencer par l'équipement qui se retrouve réduit aux airbags frontaux. Les équipements de confort sont sacrifiés sur l'autel du poids : pas de direction assistée, ni de vitres électriques, ni de climatisation. Elle subit un allègement au niveau de la carrosserie : capot, portières et hayon sont en aluminium. Le châssis suit le même traitement : tambours de freins, suspensions et berceau moteur sont en alliage léger. Sous le capot, elle reçoit un moteur spécifique puisqu'il s'agit du 1.2 TDI utilisant en grande partie aluminium et magnésium. Très léger (100 kg) et moderne lors de sa sortie, ce bloc compte trois cylindres alimentés par injecteurs-pompes et gavés par un turbo Garrett à géométrie variable.
Extérieurement, la Lupo 3 L TDI se reconnaît à l'absence de protections latérales, à ses roues de 14 pouces en alliage léger, à l'inscription « 3 L TDI » à l'arrière et surtout à sa face avant spécifique améliorant son aérodynamisme. À l'intérieur, outre la structure des sièges en alliage léger, on trouve une inédite boîte robotisée 5 rapports, un volant spécifique en magnésium, un économètre (remplaçant la jauge de température) et un bouton « ECO ». Celui-ci active le système Start&Stop ainsi qu'une gestion des rapports adaptée à une conduite économe.
Ces solutions coûteuses lui font afficher un prix de vente exorbitant qui ruinera sa carrière : 14 960 € en France. D'autant que sa consommation théorique annoncée ne s'obtient qu'au prix d'un agrément de conduite sévèrement dégradé. Sans quoi sa consommation réelle flirte plus avec les 5 L/100 km en conduite normale. Ses ventes seront plus qu'anecdotiques (148 exemplaires en France).
La Lupo 3 L TDI se classe (avec l'Audi A2 1.2 TDI), en Belgique, en catégorie A en ce qui concerne les émissions de CO2.

### Lupo GTI

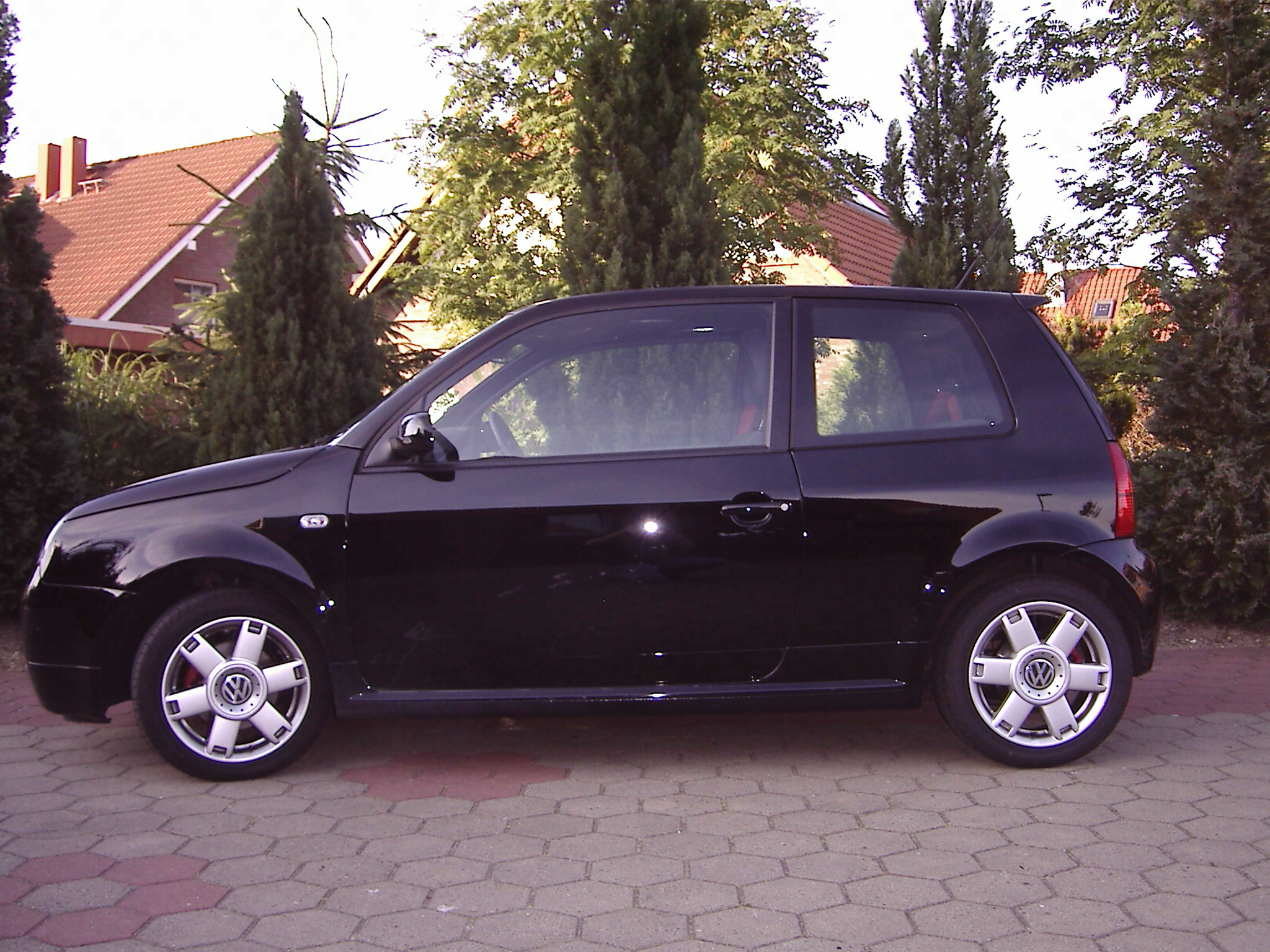
Lupo GTI

Fin 2000 sort le modèle sportif de la Lupo. À 17 480 €, elle est un modèle rare et unique, il ne se vendra environ que 200 exemplaires en France mais ce chiffre est sans doute sous-évalué, Volkswagen ne souhaitant pas communiquer de chiffres de vente.
Elle a été commercialisée en coloris métallisé rouge, gris clair, noir et plus rarement en gris anthracite et en bleu.
Esthétiquement, cette GTI se distingue par des détails extérieurs : boucliers, jantes en alliage léger 15 pouces Bathurst chaussées de pneus taille basse Dunlop en 205/45R15, châssis rabaissé de 20 millimètres, double sortie d'échappement centrale en aluminium chromé, seuils et arches de roues élargis, rétroviseurs extérieurs électriques et dégivrant, 4 freins à disques avec des étriers peints en rouge, phares bi-xénon, becquet de lunette arrière. Elle est également équipée de l'ESP, de l'ABS avec répartiteur électronique de freinage EBV, et d'un riche équipement intérieur. En 2002, un magazine allemand l'élit « GTI de l'année ».
La carrosserie reçoit capot, hayon et portières allégés de la Lupo 3 L TDI, permettant à la Lupo GTI d'afficher un poids de 980 kg. Sous le capot, on trouve le 1.6 16v affichant 125 ch pour un couple de 152 N m à 3 000 tr/min. Ainsi, la Lupo GTI effectue le 0-100 km/h en 8,3 secondes et atteint la vitesse maximale de 205 km/h.

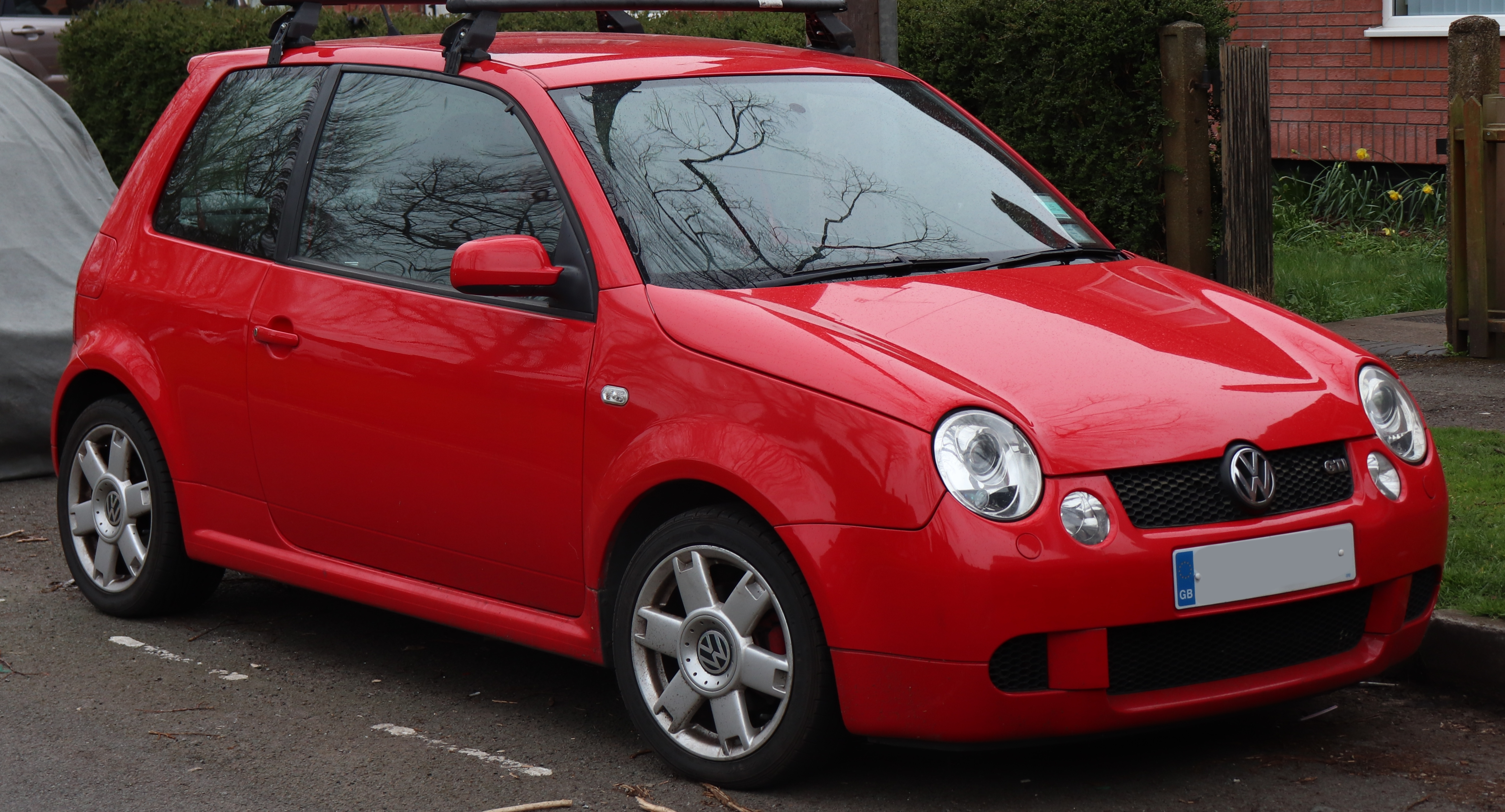
Lupo GTI

Le moteur 1.6 16V étant conçu à l'origine pour des véhicules de gabarit supérieur, la batterie n'a plus sa place sous le capot et se voit donc renvoyée à l'arrière du véhicule, sous le tapis de coffre. Faute de place, la roue de secours est remplacée par un kit anti-crevaison.
À partir de 2002, la Lupo GTI est commercialisée avec une boîte 6 vitesses.

### Séries limitées
- Oxford : disponible uniquement en Vert Cèdre, sigle "Oxford" sur le hayon. Vendue avec sac à main et parapluie assorti. Moteur 1.4 et 1.7 SDi.
- Cambridge : basée sur la finition Confort, cette série ajoute : la peinture "Gris Reflet", jantes alliage "Suzuka", baguettes latérales peintes, feux arrière fumés, volant sport et un sac assorti aux couleurs des sièges. Série limitée à 500 exemplaires.
- College : disponible en Noir, Gris argent métallisé, Vert Fresco métallisé, Blanc Candy et Bleu Jazz perlé. Sellerie intérieure spécifique gris/bleu avec motifs exclusifs.
- Princeton : basée sur la finition Base, cette série ajoute : sellerie spécifique "Air", autoradio Alpha 4HP, pommeau de vitesse avec inscription "Princeton". Série limitée à 453 exemplaires.
- Kensington : 100 € de moins que la version de base. Cependant, l'équipement est enrichi de quelques détails. Moteur 1.4 60cv et 1.7 SDi.
- GT : disponible avec toutes les motorisations (sauf 1.0 et SDI), cette série ajoute : sellerie spécifique en tissu "Jim", volant gainé cuir, autoradio CD "Beta", levier de vitesse gainé cuir avec pastille "GT", sièges avant sport, jantes en alliage 14 pouces "Sepang". Son prix démarre à 11 700 €.

### Motorisations
|                            | 1.7 SDI                | 1.2 TDI                | 1.4 TDI                | 1.0                   | 1.4                    | 1.4                    | 1.4 16S                | 1.6 GTI                |
| -------------------------- | ---------------------- | ---------------------- | ---------------------- | --------------------- | ---------------------- | ---------------------- | ---------------------- | ---------------------- |
| Moteur                     | 4 cylindres            | 3 cylindres            | 3 cylindres            | 4 cylindres           | 4 cylindres            | 4 cylindres            | 4 cylindres            | 4 cylindres            |
| Cylindrée (en cm3)         | 1 716                  | 1 191                  | 1 422                  | 997                   | 1 390                  | 1 390                  | 1 390                  | 1 598                  |
| Puissance maxi             | 60 ch à 4 200 tr/min   | 61 ch à 4 000 tr/min   | 75 ch à 4 000 tr/min   | 50 ch à 5 000 tr/min  | 60 ch à 4 700 tr/min   | 75 ch à 5 000 tr/min   | 100 ch à 6 000 tr/min  | 125 ch à 6 500 tr/min  |
| Couple maxi                | 115 N m à 2 200 tr/min | 140 N m à 1 800 tr/min | 195 N m à 2 200 tr/min | 86 N m à 3 000 tr/min | 116 N m à 2 800 tr/min | 126 N m à 3 800 tr/min | 128 N m à 4 400 tr/min | 152 N m à 4 400 tr/min |
| Boîte de vitesses          | BVM5                   | BVM5                   | BVM5                   | BVM5                  | BVM5                   | BVM5                   | BVM5                   | BVM5                   |
| Vitesse maxi (en km/h)     | 157                    | 165                    | 170                    | 151                   | 160                    | 172                    | 188                    | 205                    |
| 0-100 km/h (en secondes)   | 16,8                   | 14,5                   | 12,3                   | 17,4                  | 14,1                   | 12                     | 10                     | 8,3                    |
| Consommation (en L/100 km) | 4,4                    | 3                      | 4,3                    | 5,7                   | 6,2                    | 6,1                    | 6,7                    | 7                      |

## Coloris

### Peintures
| Peintures unies      |                 |
|                      | Blanc Candy     |
|                      | Bleu Jazz       |
|                      | Bleu Soft       |
|                      | Jaune           |
|                      | Noir            |
|                      | Rouge Flash     |
|                      | Vert Cèdre      |
|                      | Vert Fantasia   |
| Peintures métalisées |                 |
|                      | Gris Argent     |
|                      | Reflet d'Argent |
|                      | Vert            |
|                      | Vert Fresco     |

## La Lupo Cup
La Lupo Cup était une course de compétition automobile de Lupo modifiées par le préparateur de Volkswagen, et organisée par l'automobile club allemand l'ADAC, et se déroulait en Allemagne. La Lupo Cup a eu beaucoup de succès avant d'être interrompue, en 2003. Un modèle de Lupo était disponible chez VW pour disputer cette compétition : il s'agissait d'une Lupo GTi avec mécanique d'origine mais vendue sans ses équipements de conforts (insolants, garnitures de portes, etc.) et sans sièges arrière. Le propriétaire n'avait plus qu'à effectuer la préparation ad hoc. Le châssis étant dépourvu de numéro de série, la voiture n'était pas immatriculable donc inutilisable sur route ouverte.